# Калийкарфолит
Калийкарфолит (англ. Potassiccarpholite) — редкий минерал, силикат из группы карфолита, структурно подобен карфолиту. Назван по составу - как K-аналог карфолита. Химическая формула K(Mn,Li)2Al4Si4O12(OH,F)8. Сингония ромбическая. Имеет среднюю твёрдость по шкале Мооса, плотность 3,07, стеклянный блеск, белый цвет. Также этот минерал имеет довольно слабый плеохроизм.

## Местонахождения
Калийкарфолит в основном находят в США, однако обнаружили месторождения и в других местах.